# Droungos
Droungos (pl. Droungoi) war eine taktische Einheit der byzantinischen Armee. Das Droungos wurde von einem Droungarch, der auch als Doux oder Chiliarch bezeichnet wurde, kommandiert.
Ähnlich wie das Moira bestand ein Droungos aus mehreren Banda und konnte eine ähnliche Stärke wie das Moira haben. Anders als das Moira war das Droungos jedoch keinem Meros zugeordnet und wurde unabhängig eingesetzt.(siehe Strategikon des Maurikios I 3 [Dennis, S. 14–16]). 
Spätestens ab dem 9. Jahrhundert entfiel die Unterscheidung zwischen Moira und Droungos. Beide Begriffe waren zwar dann austauschbar, der Begriff Droungos hat sich jedoch später durchgesetzt und fand auch bei der Infanterie Verwendung.